# Martinusweg

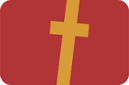
Wegzeichen der Martinuswege

Der Martinusweg ist ein am 15. April 2011 eröffneter Pilgerweg. Er führt in einer Hauptstrecke und vier regionalen Nebenstrecken (Regionalwege) als Wanderweg durch die Diözese Rottenburg-Stuttgart und durch das Erzbistum Freiburg in Baden-Württemberg.
Der Martinusweg ist an die The Saint Martin of Tours Route, einen Kulturweg des Europarats, angeschlossen und ist eine Nebenstrecke zur Via Sancti Martini, die vom Geburtsort des Heiligen Martin von Tours im ungarischen Szombathely zu seiner Grablege im französischen Tours führt. Mit etwa 1200 Streckenkilometern gehört der Martinusweg zu den längsten zusammenhängenden Pilger- und Fernwanderwegen in Deutschland.

## Hauptweg
Der Hauptweg führt von Tannheim nach Schwaigern und ist etwa 535 Kilometer lang. Auf dem Streckenabschnitt von Erolzheim nach Ochsenhausen ist der Martinusweg deckungsgleich mit dem Main-Donau-Bodensee-Weg.

### Streckenverlauf
Tannheim – Ochsenhausen – Biberach an der Riss – Schemmerhofen – Burgrieden – Ulm – Erbach – Ehingen – Zwiefalten – Trochtelfingen – Hechingen – Rottenburg – Herrenberg – Böblingen – Weil der Stadt – Leonberg/Böblingen – Stuttgart/Schlossplatz – Kornwestheim – Ludwigsburg – Besigheim – Lauffen am Neckar – Heilbronn – Schwaigern

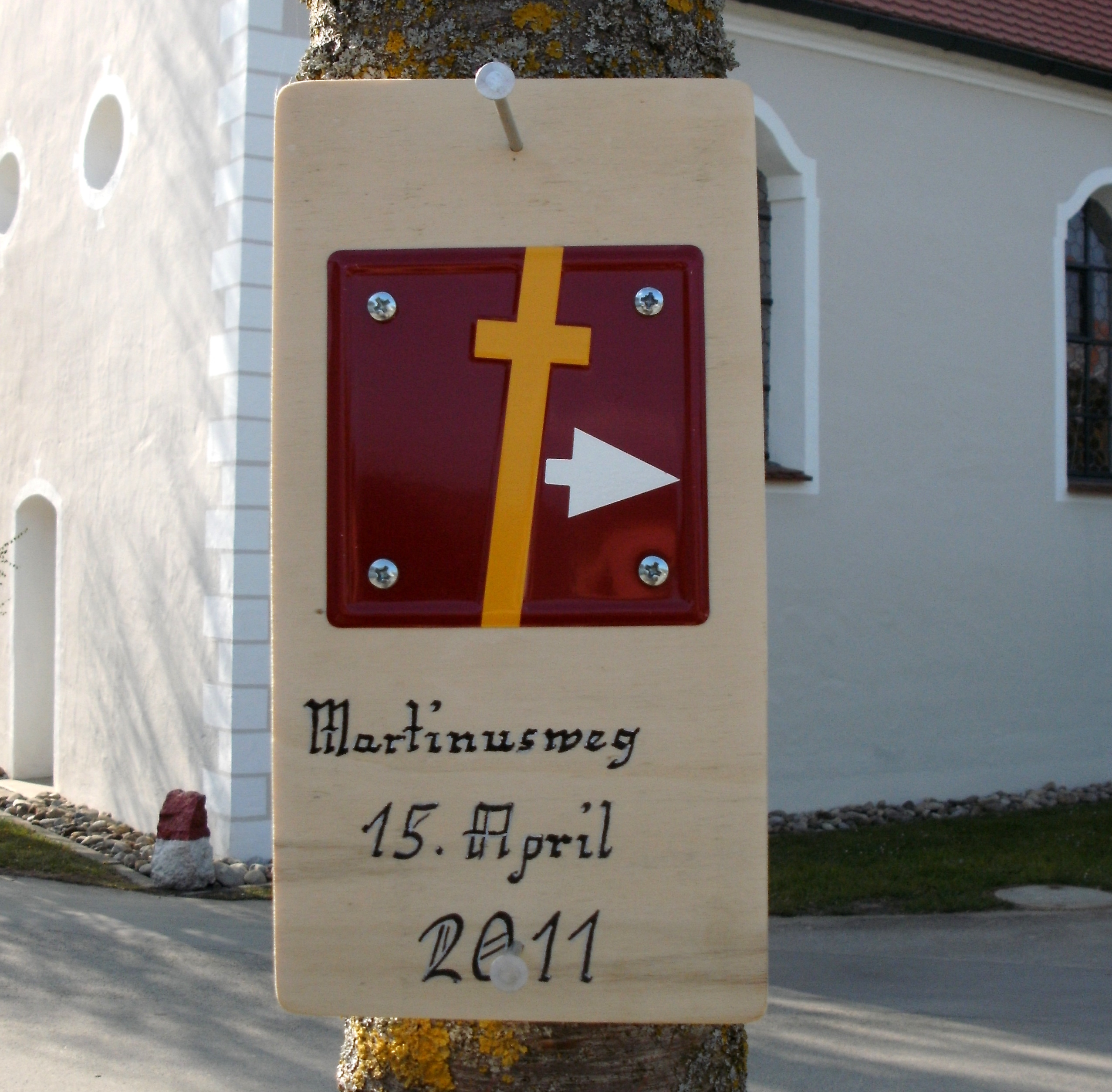
Ausgangspunkt in Arlach Teilort von Tannheim
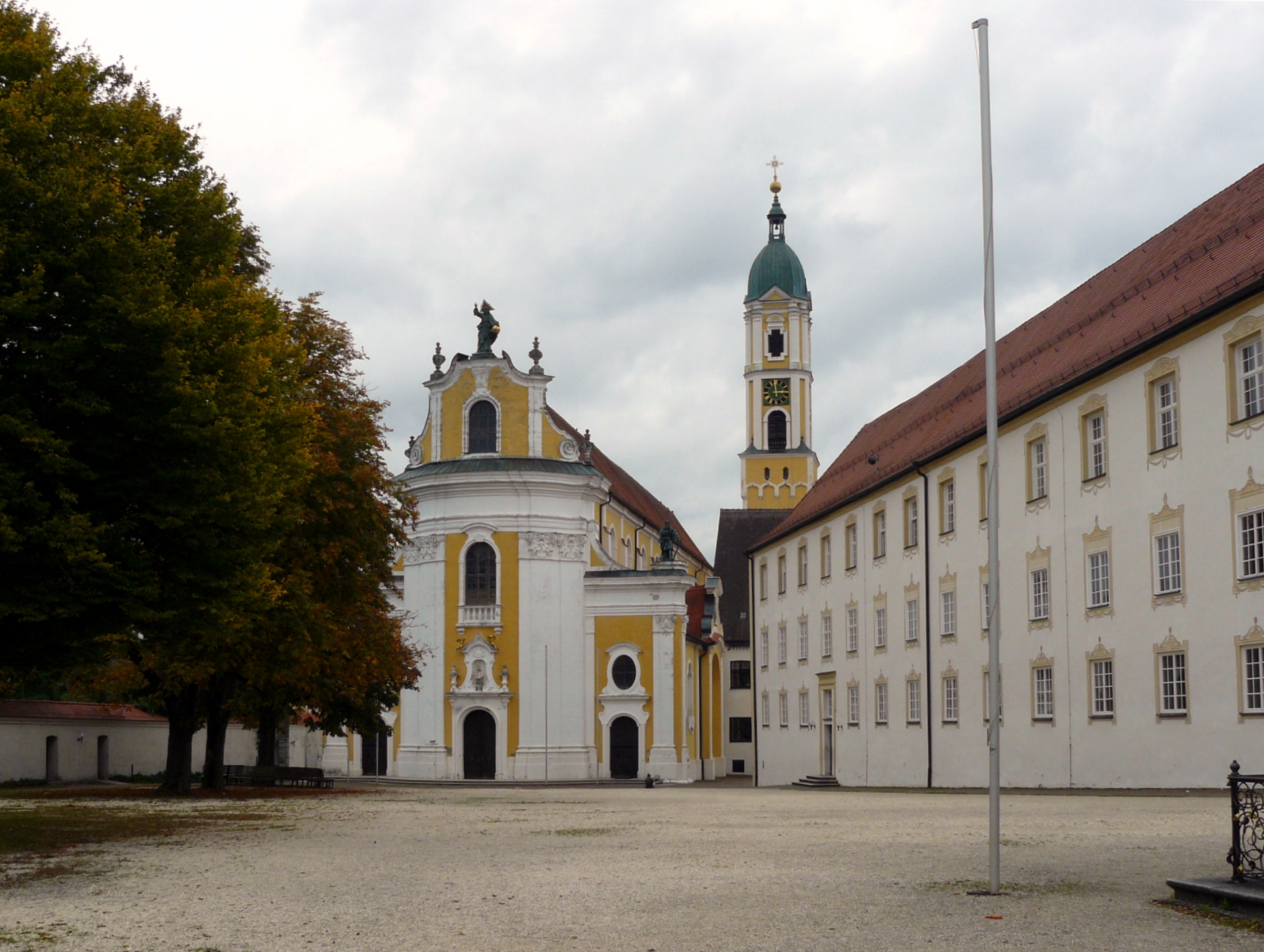
St. Georg in Ochsenhausen
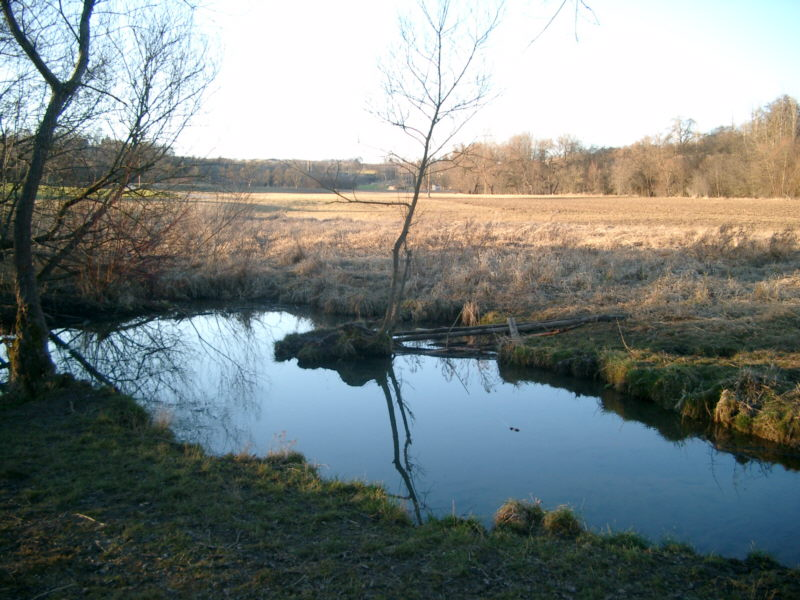
Ammertal
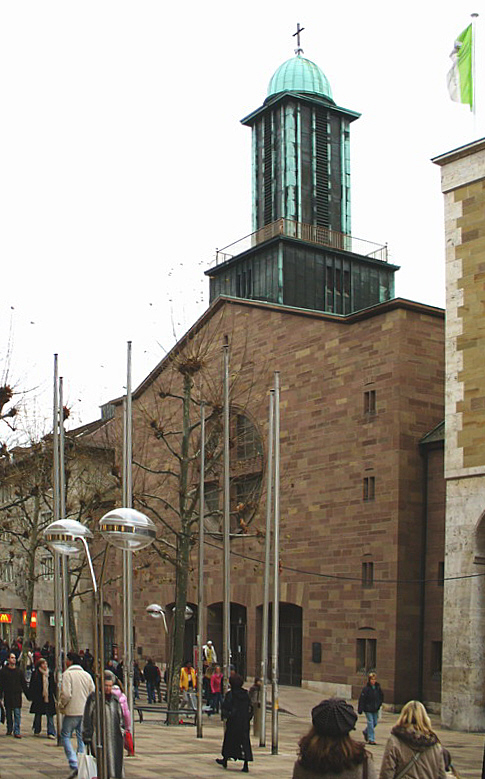
Domkirche St. Eberhard in Stuttgart
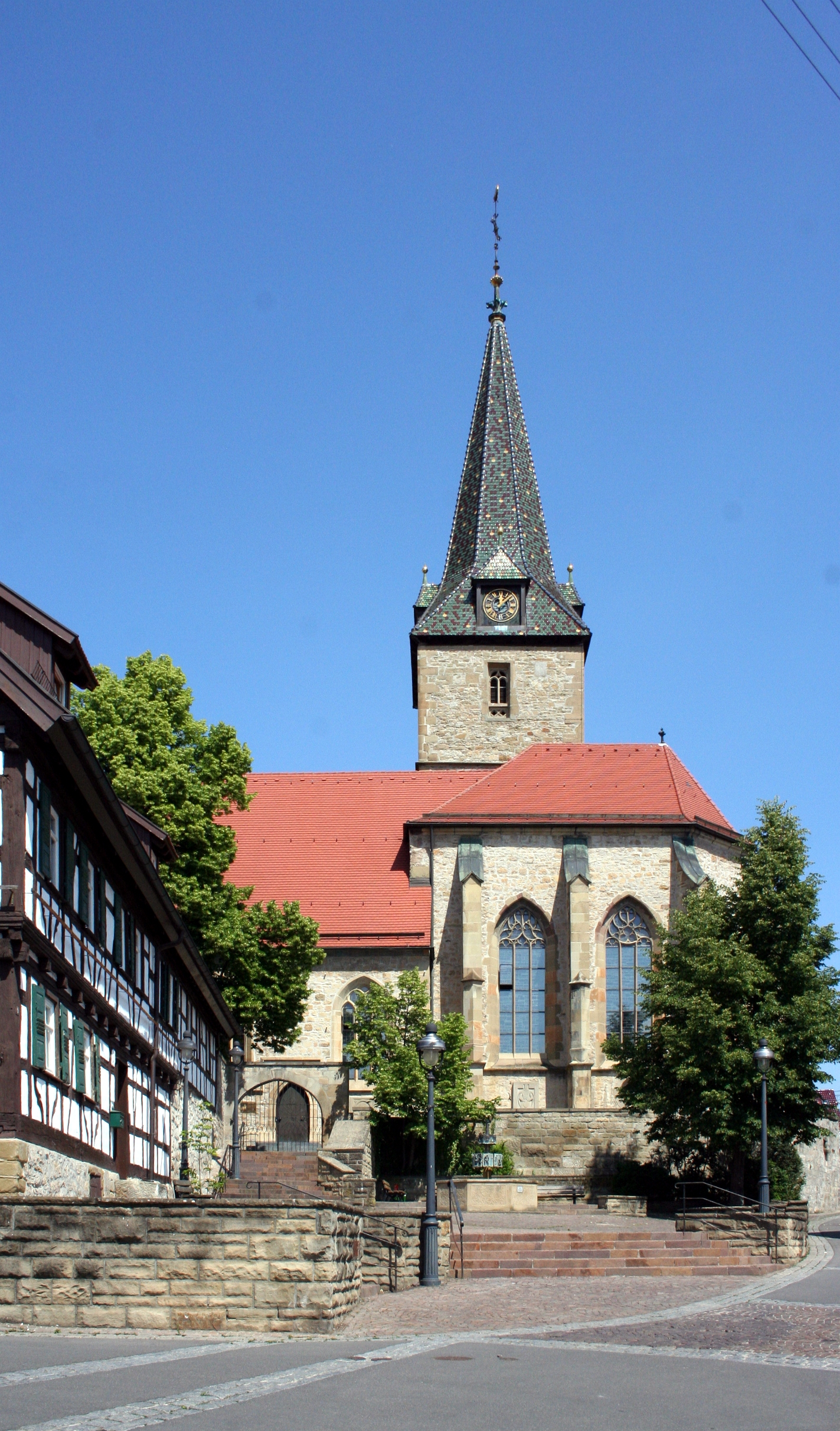
St. Martin in Kornwestheim
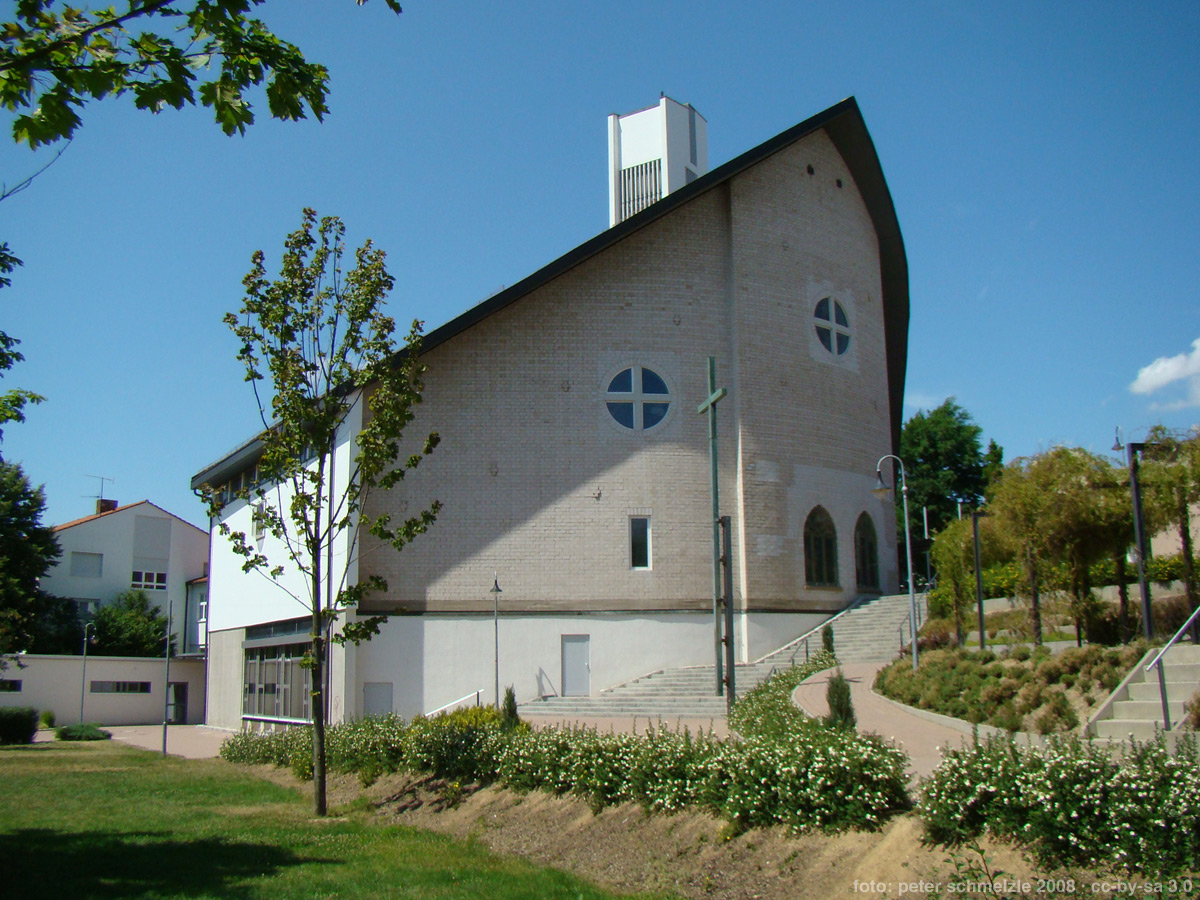
St. Martin Schwaigern

## Regionalweg Süd (Bodensee–Allgäu–Oberschwaben)
Der Regionalweg Süd verläuft von Oberteuringen nach Biberach an der Riß und hat eine Strecke von circa 264 Kilometern.

### Streckenverlauf
Oberteuringen – Langenargen – Wangen im Allgäu – Isny – Leutkirch – Wolfegg – Weingarten – Zußdorf – Aulendorf – Biberach an der Riß

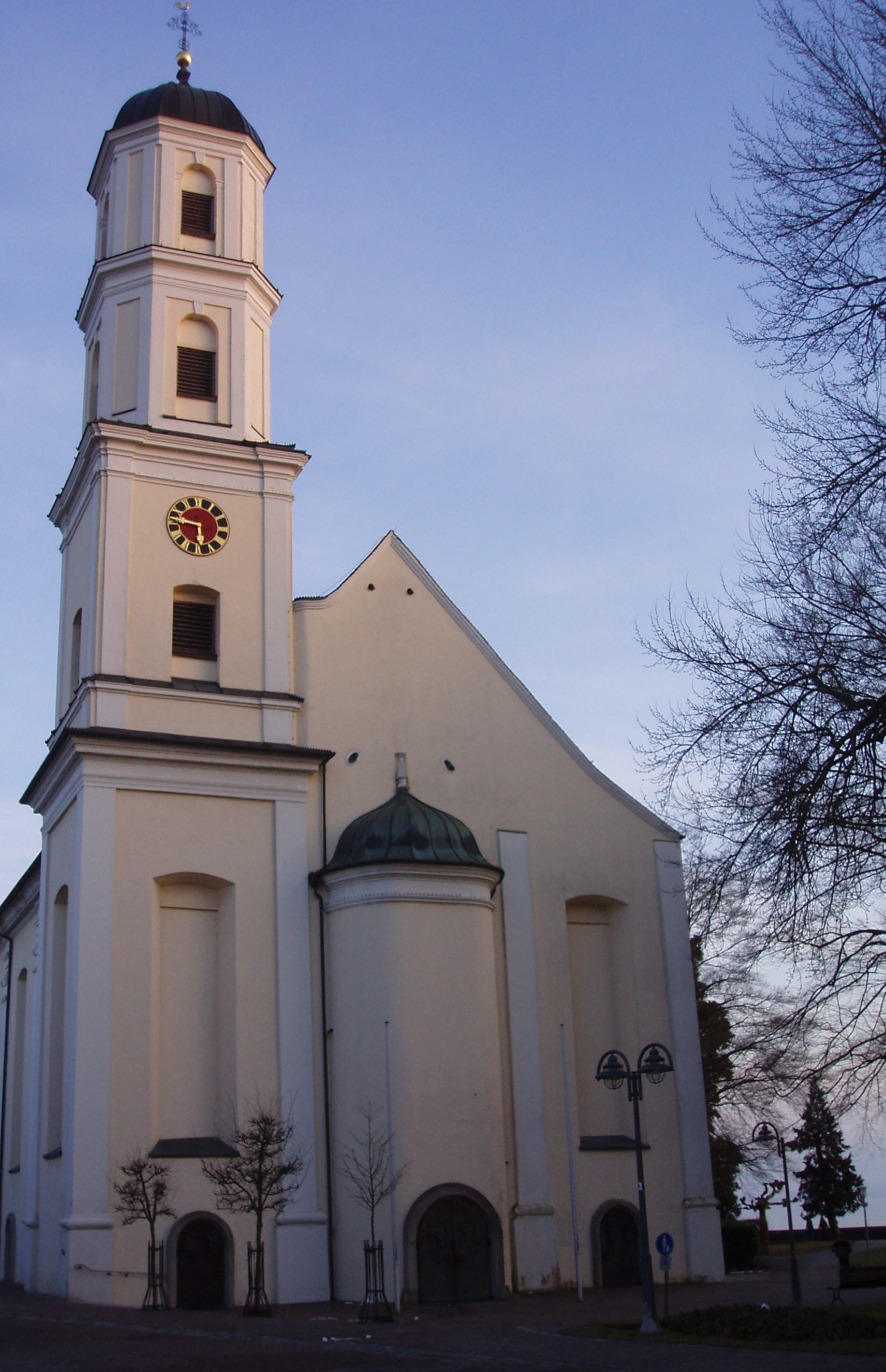
St. Martin, Langenargen
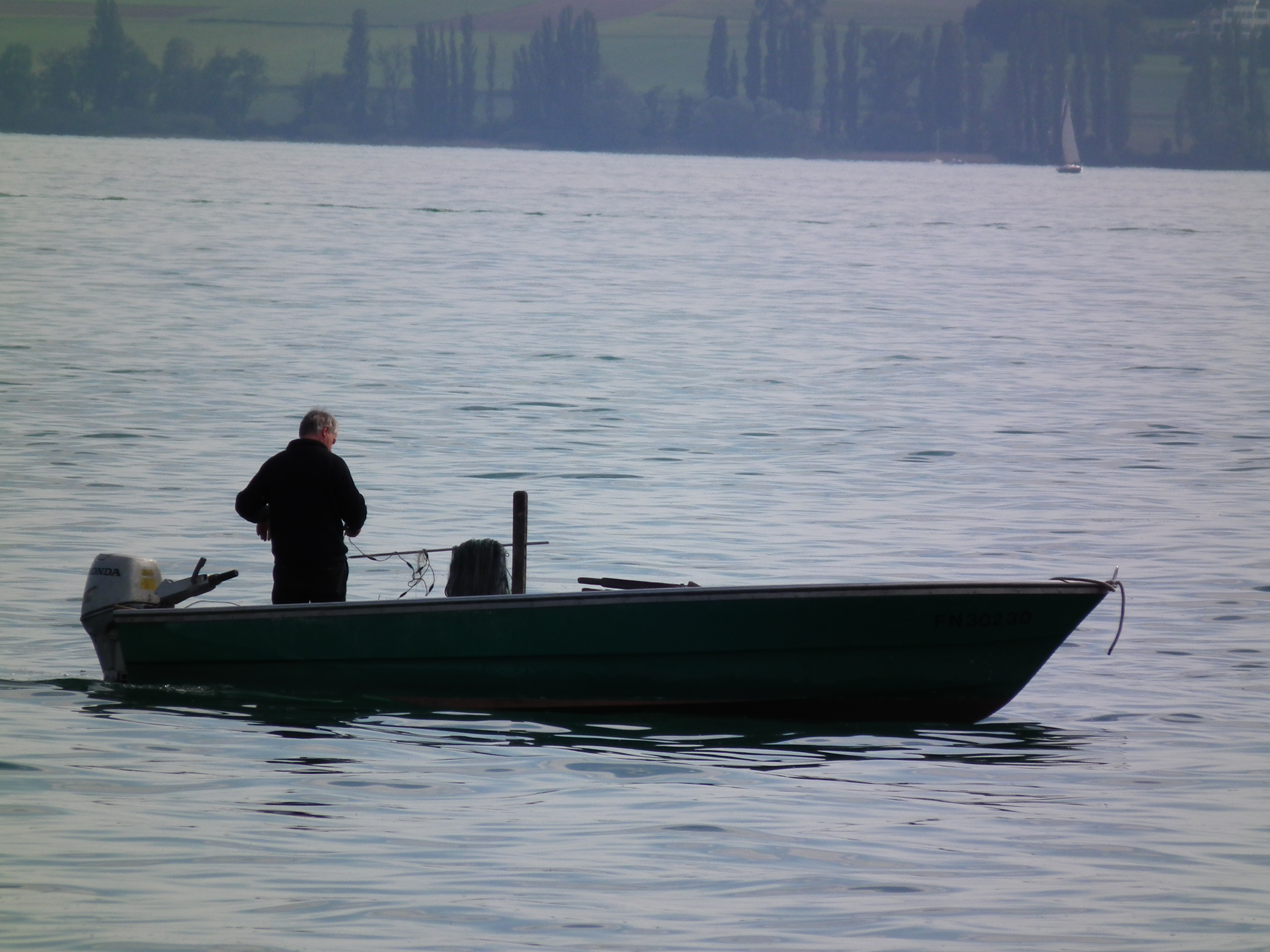
Bodensee
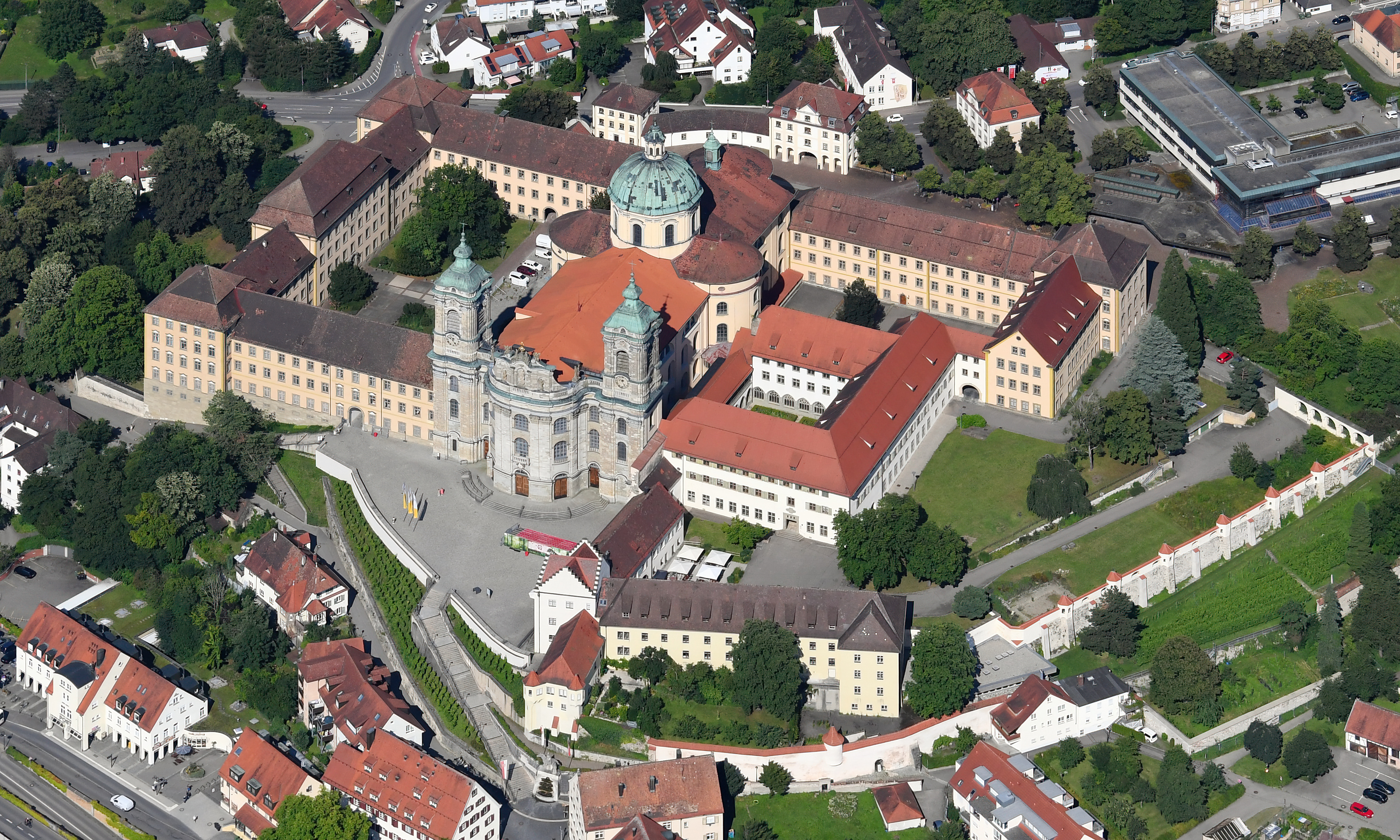
Basilika Weingarten
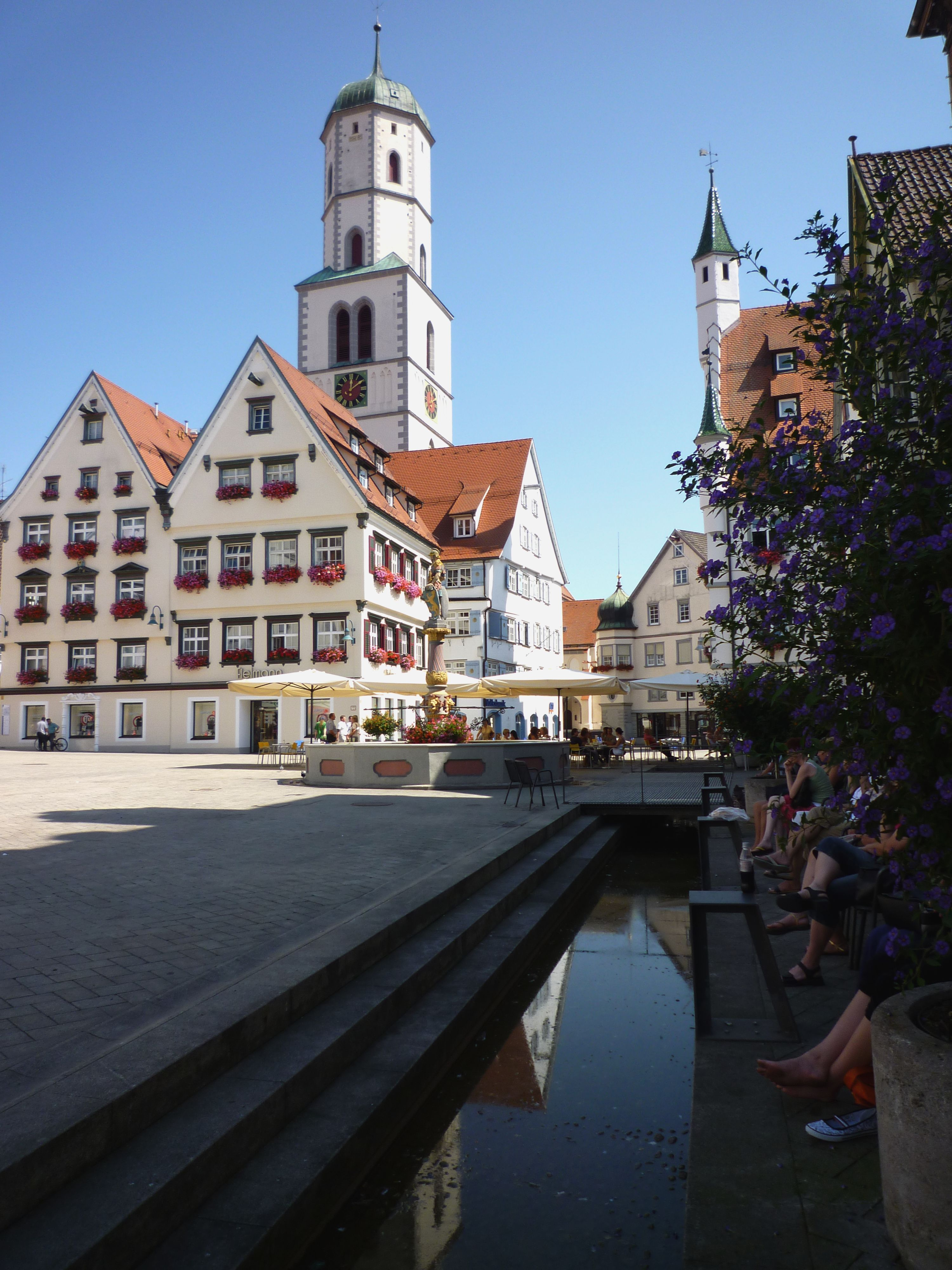
St. Martin, Biberach

## Regionalweg Nord (Jagst–Kocher)
Der Regionalweg Nord führt von Bad Mergentheim nach Heilbronn und erstreckt sich über etwa 92 Kilometer.

### Streckenverlauf
Bad Mergentheim – Dörzbach – Schöntal – Heilbronn

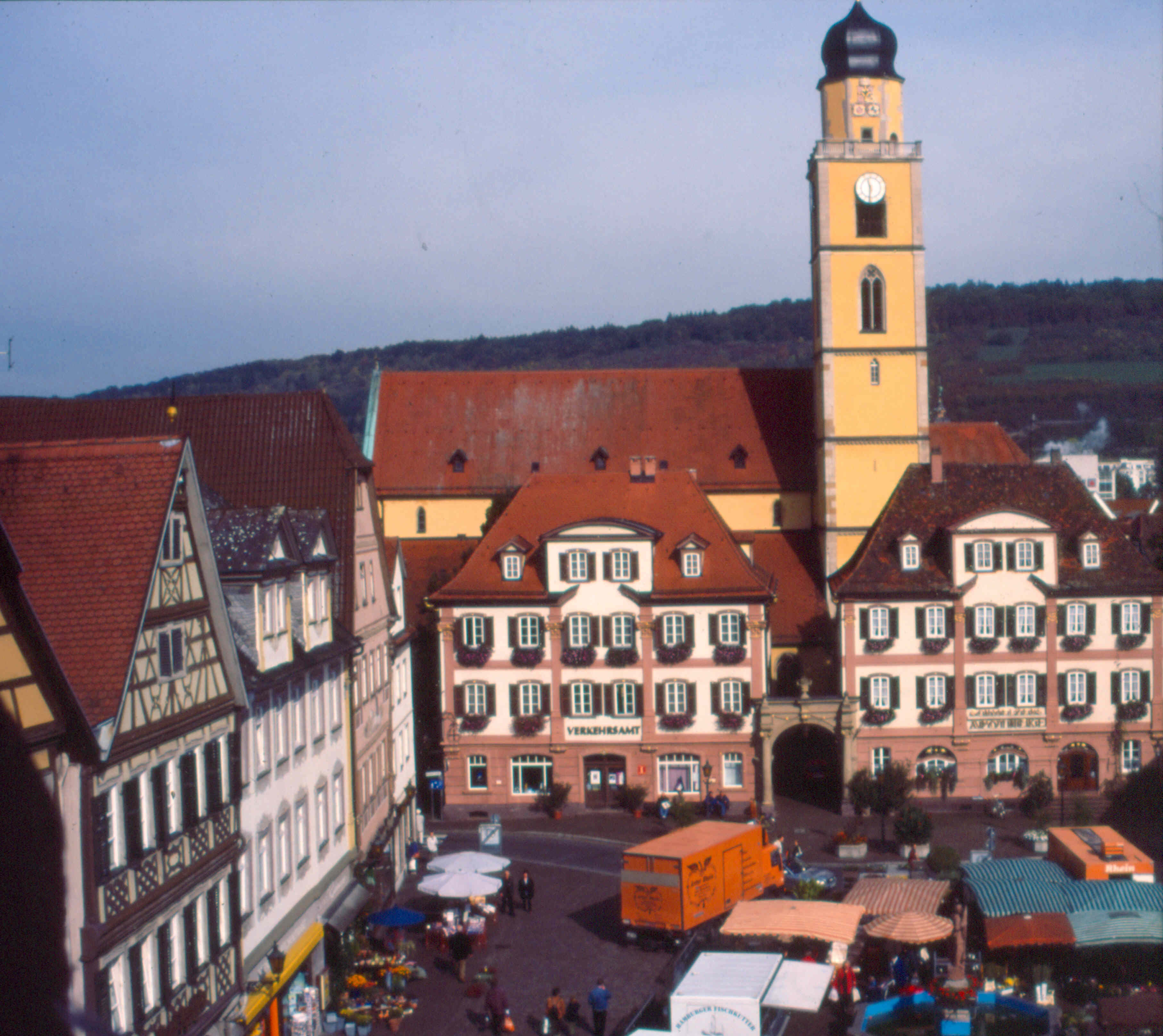
Münster Bad Mergentheim
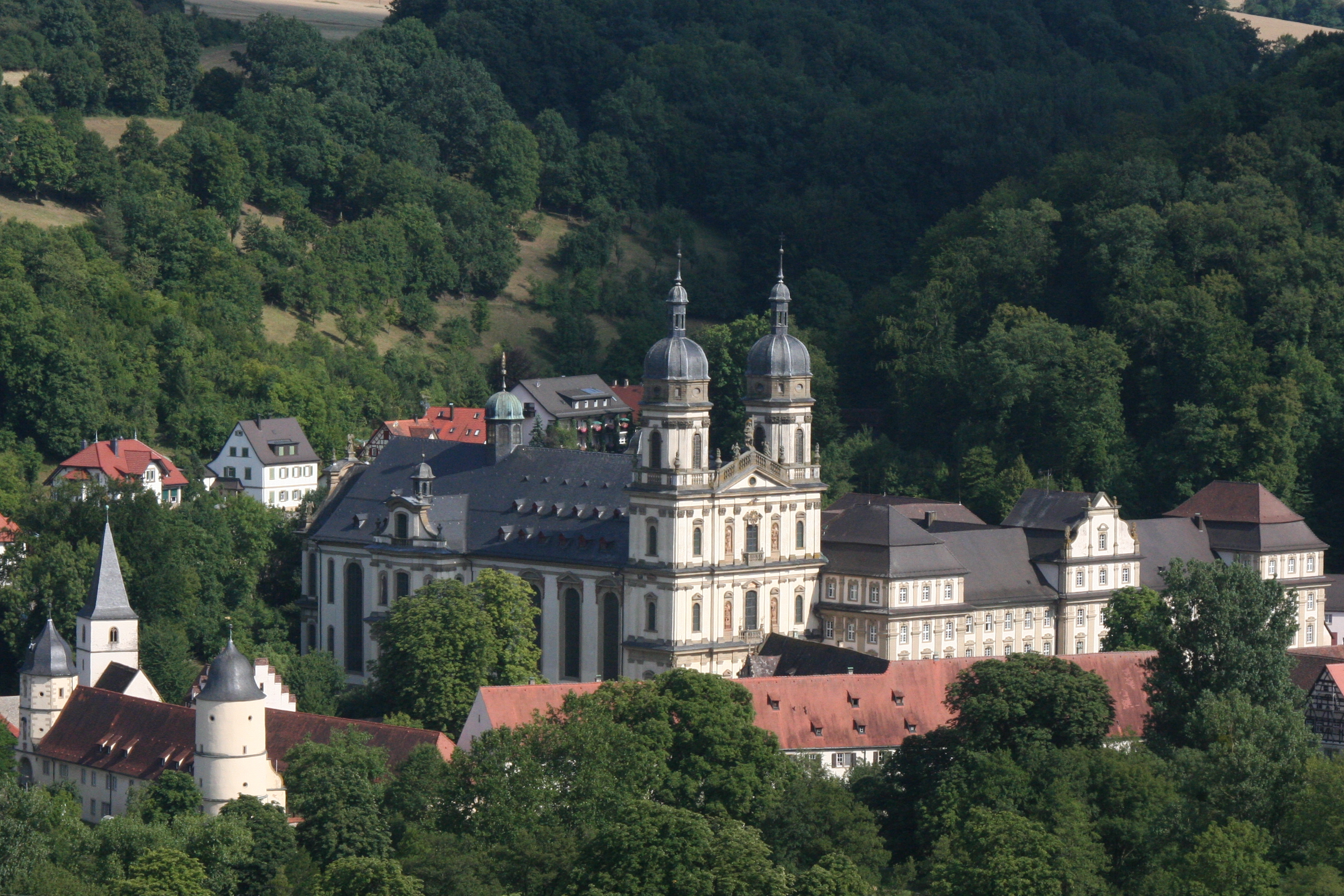
Kloster Schöntal

## Regionalweg Mitte (Lautertal–Echaz)
Der Regionalweg Mitte verläuft von Zwiefalten nach Rottenburg am Neckar mit circa 99 Kilometern. Er quert dabei die Schwäbische Alb.

### Streckenverlauf
Zwiefalten – Großengstingen – Kirchentellinsfurt – Rottenburg am Neckar

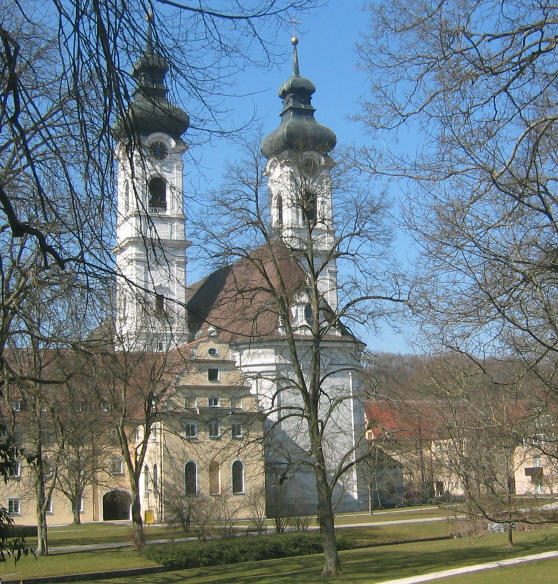
Abteikirche Zwiefalten
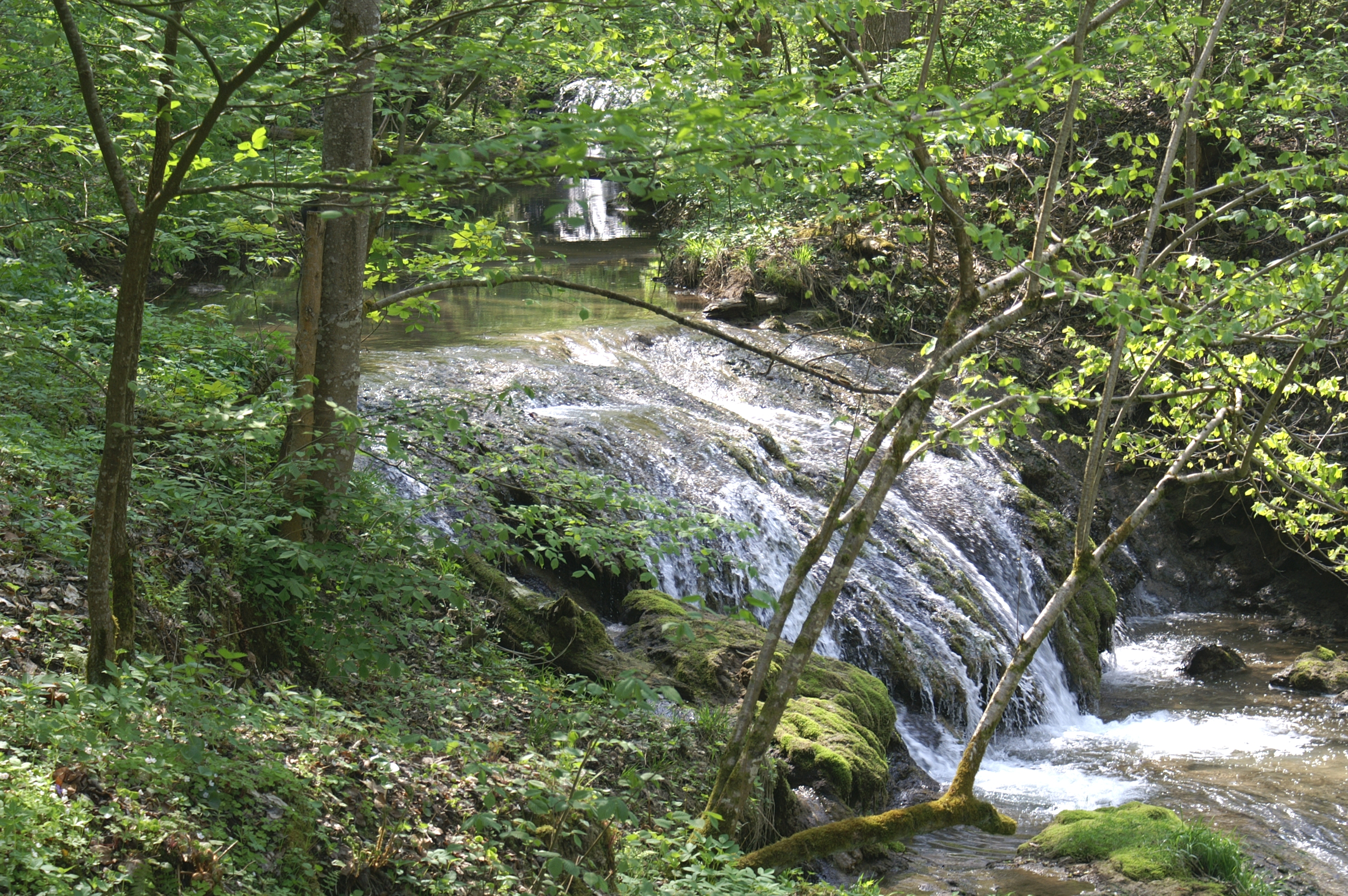
Lautertal
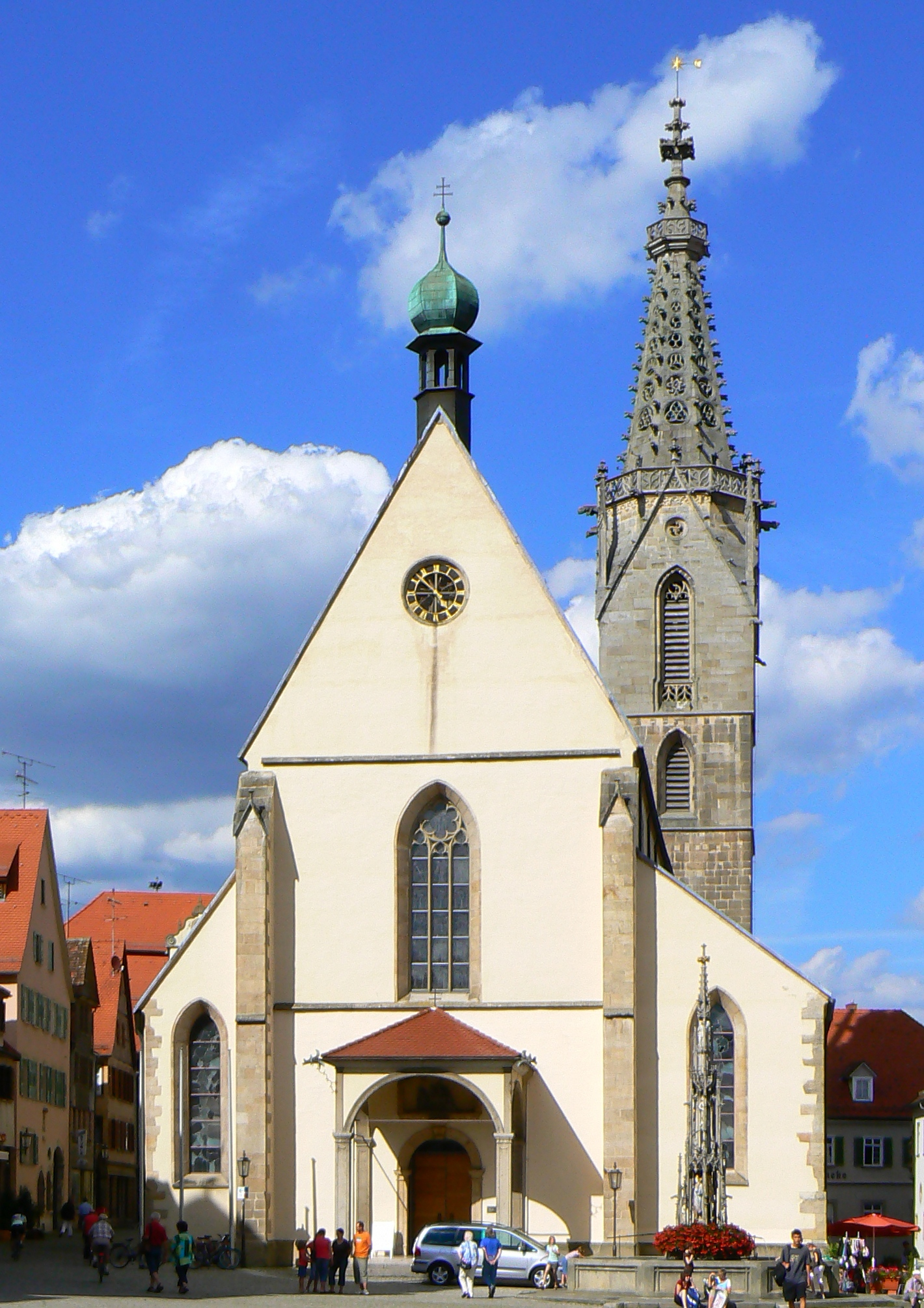
Dom St. Martin, Rottenburg

## Regionalweg Süd-West (Donau–Heuberg)
Der Regionalweg Süd-West führt von Sigmaringendorf nach Hechingen über eine Distanz von etwa 131 Kilometern. Der Weg deckt sich streckenweise mit dem Donauradweg. Er quert die Schwäbische Alb und berührt dabei an manchen Orten auch die Via Beuronensis.

### Streckenverlauf
Sigmaringendorf – Gutenstein – Beuron – Nusplingen – Dotternhausen – Owingen – Hechingen

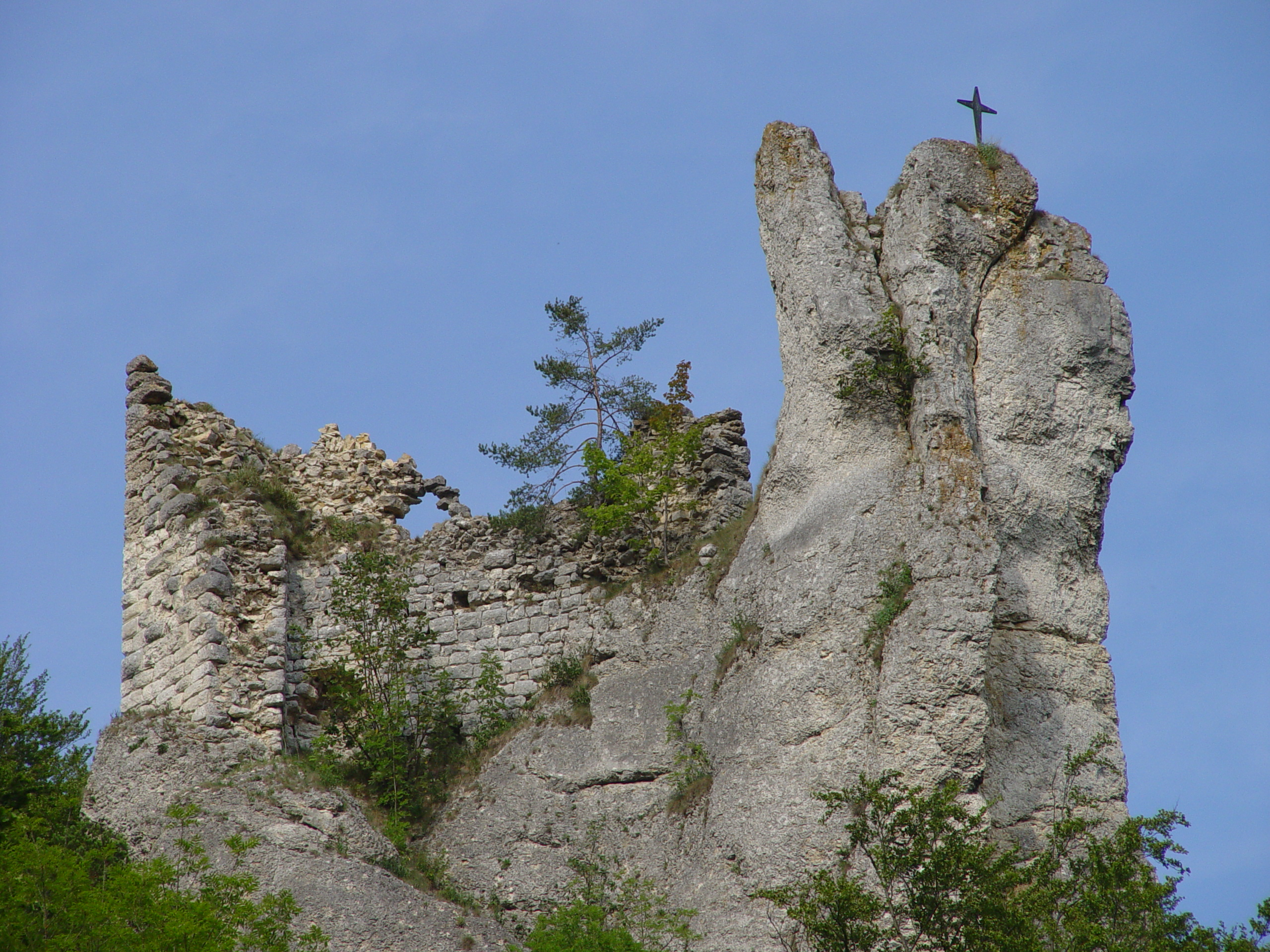
Ruine Neugutenstein
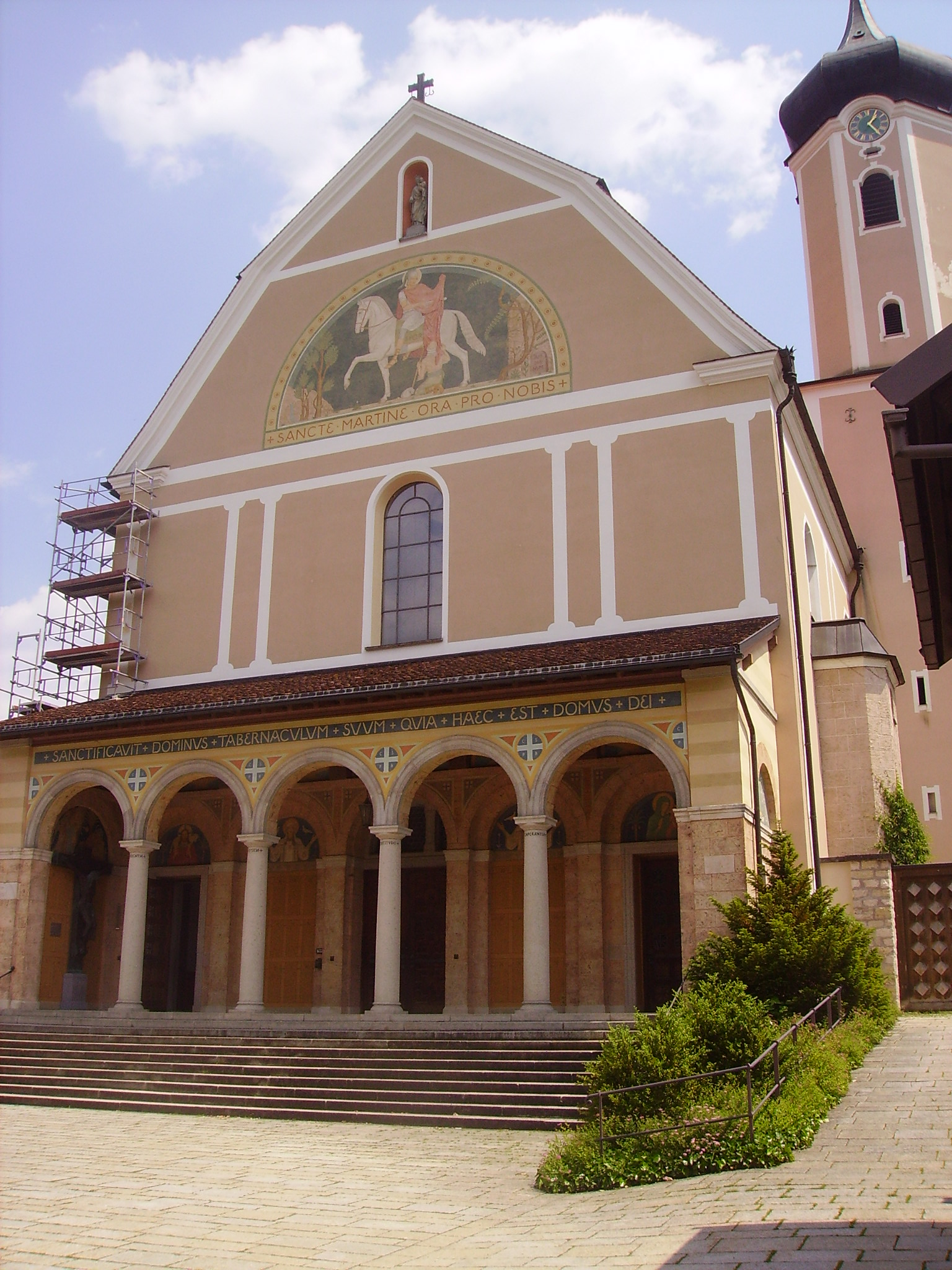
Abtei St. Martin, Beuron
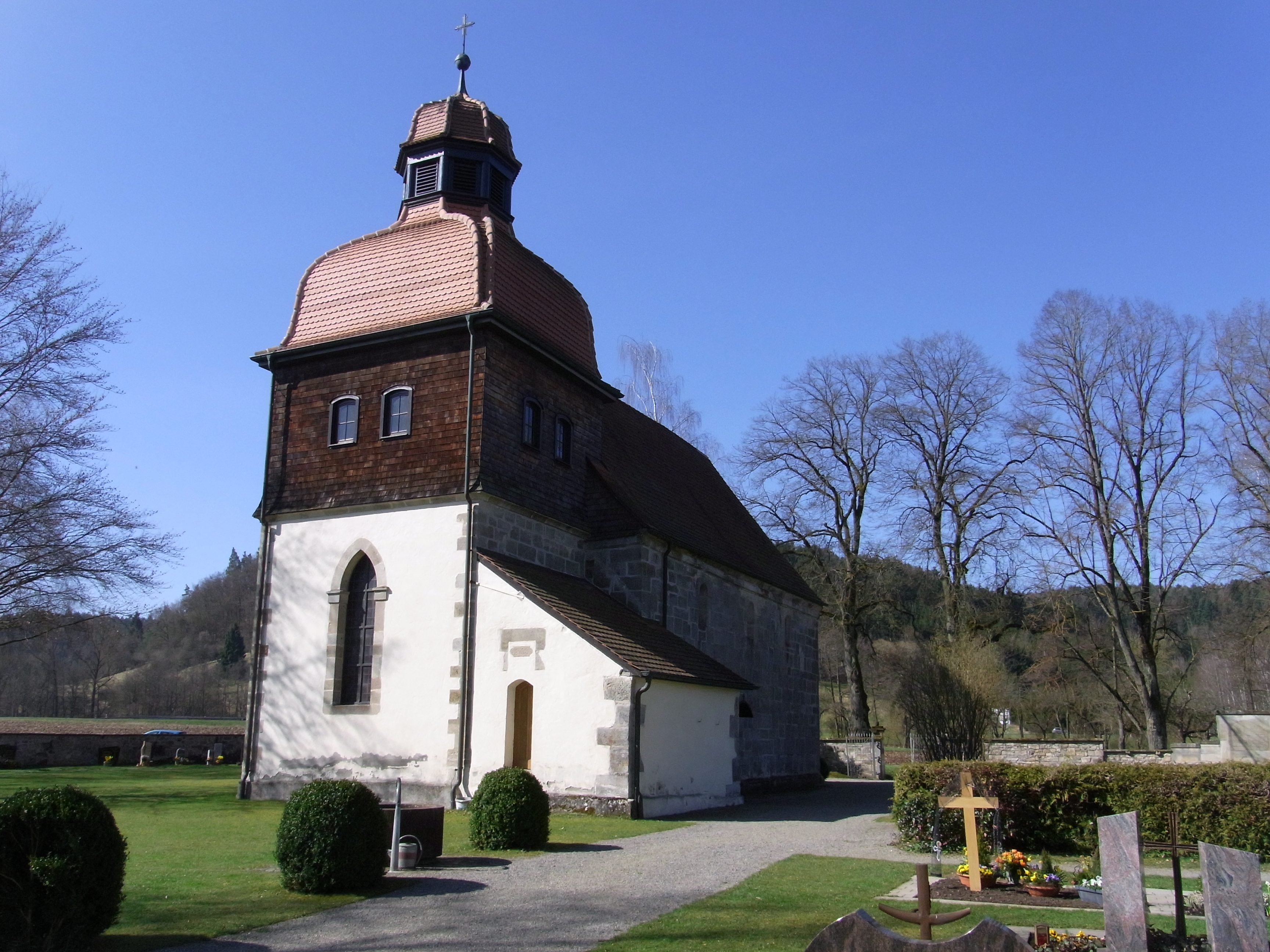
Weilerkirche, Owingen
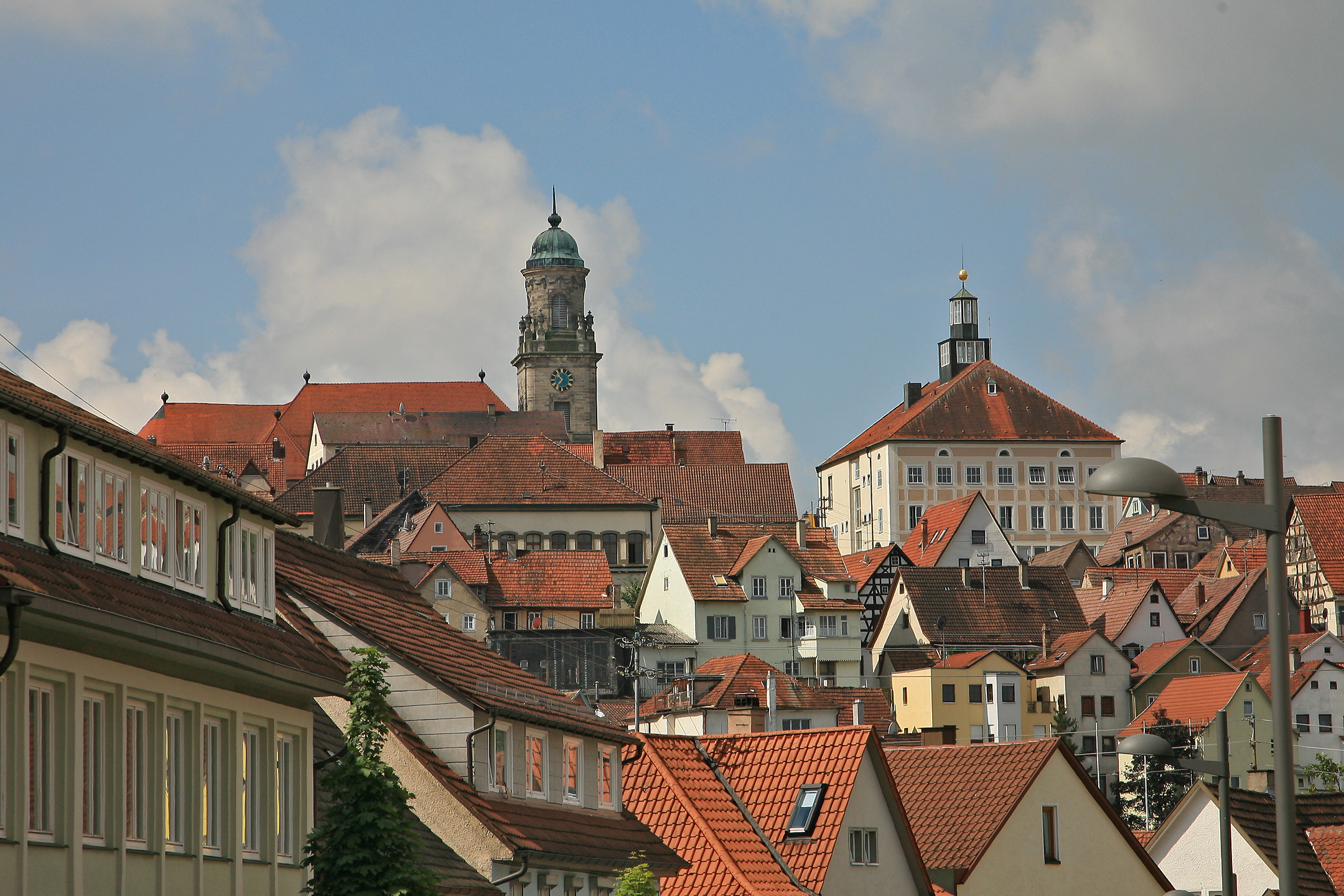
Stiftskirche und Rathaus in Hechingen

## St.-Martinus-Gemeinschaft
Betreut wird der Martinusweg von der St.-Martinus-Gemeinschaft Rottenburg-Stuttgart e. V., die im Februar 2012 gegründet wurde. Die Gemeinschaft hat sich zur Aufgabe gemacht, den Weg mit Hilfe der Dekanate zu pflegen und zu beleben. Der Verein zählt derzeit rund 70 Mitglieder (Stand Januar 2021).

## Markierung

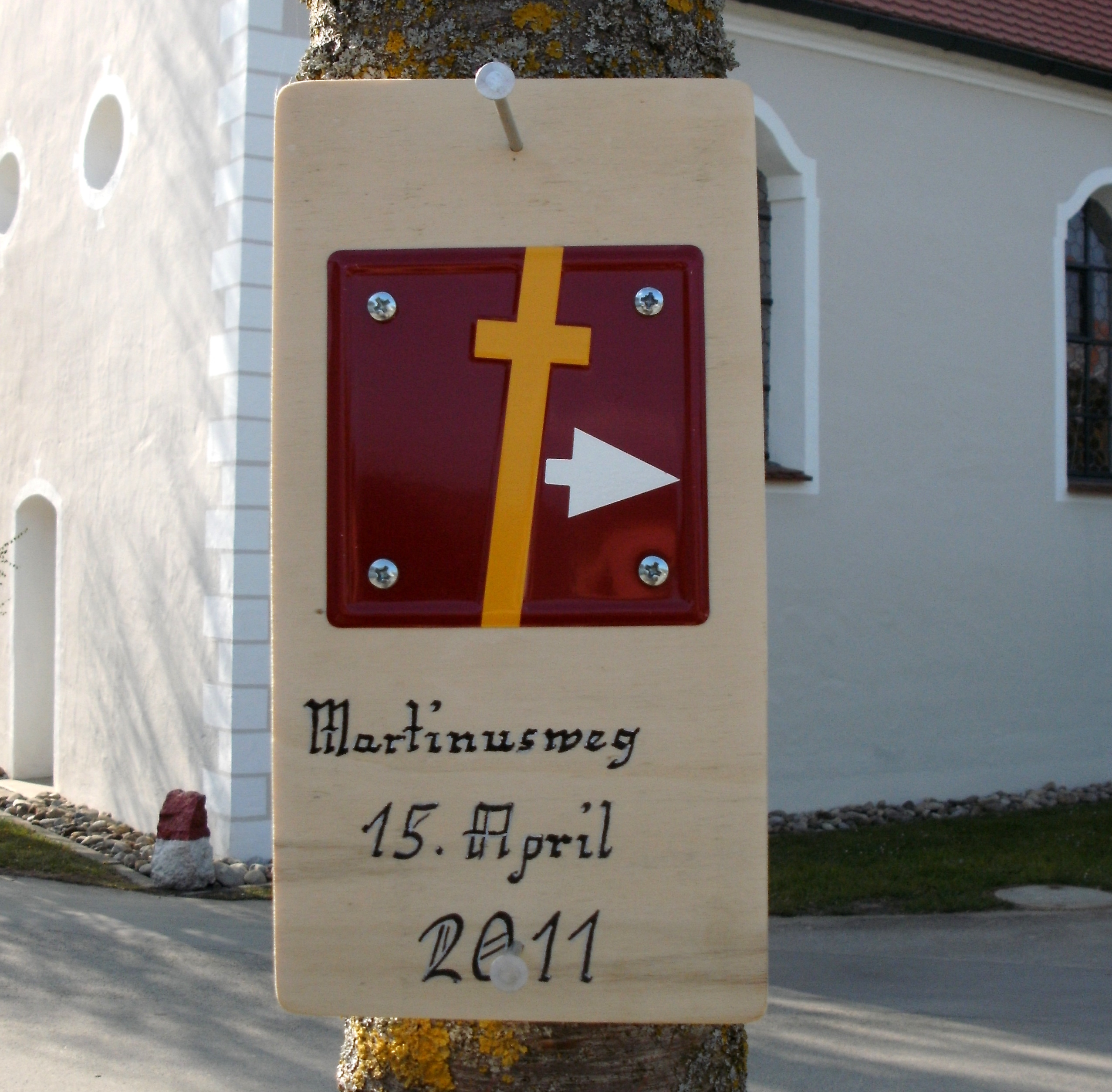
Wegzeichen bei der Eröffnung des Pilgerweges

Gekennzeichnet ist der Weg mit dem Logo „Via Sancti Martini“ auf dem Hauptweg, der gleichzeitig die europäische Mittelroute ist, und auf den regionalen Wegen durch ein gelb-oranges Kreuz auf dunkelrotem Grund.

## Pilgerausweis
Seit 2013 gibt es für den Weg einen Pilgerausweis in der Diözese Rottenburg-Stuttgart. Neben erklärenden Texten, Impulsen und einer Übersichtskarte hält dieser Pilgerausweis viele Stempelfelder vor. Zur Erinnerung an das Pilgern auf dem Martinusweg lassen sich auf diesem Wege Stempelabdrucke sammeln. Stempelstellen sind zumeist an den Kirchen.